# Richard Bryan

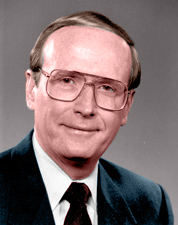
Richard Bryan.

Richard Hudson Bryan, född 16 juli 1937 i Washington, D.C., är en amerikansk demokratisk politiker och advokat.
Han avlade 1959 grundexamen vid University of Nevada, Reno. Han studerade därefter juridik och avlade 1963 juristexamen vid University of California, Hastings College of the Law. Han arbetade sedan som advokat i Nevada.
Bryan var ledamot av delstatens senat i Nevada 1972–1978. Han var sedan delstatens justitieminister (Nevada Attorney General) 1979–1983. Han var därefter guvernör i Nevada 1983–1989. I 1988 års kongressval besegrade han den sittande senatorn Chic Hecht. Bryan var ledamot av USA:s senat från Nevada 1989–2001. Efter två mandatperioder valde han att inte ställa upp till omval. Bryan efterträddes i senaten av republikanen John Ensign.
Bryan är åter verksam som advokat i Nevada.